# روز سنت پاتریک در آمریکا

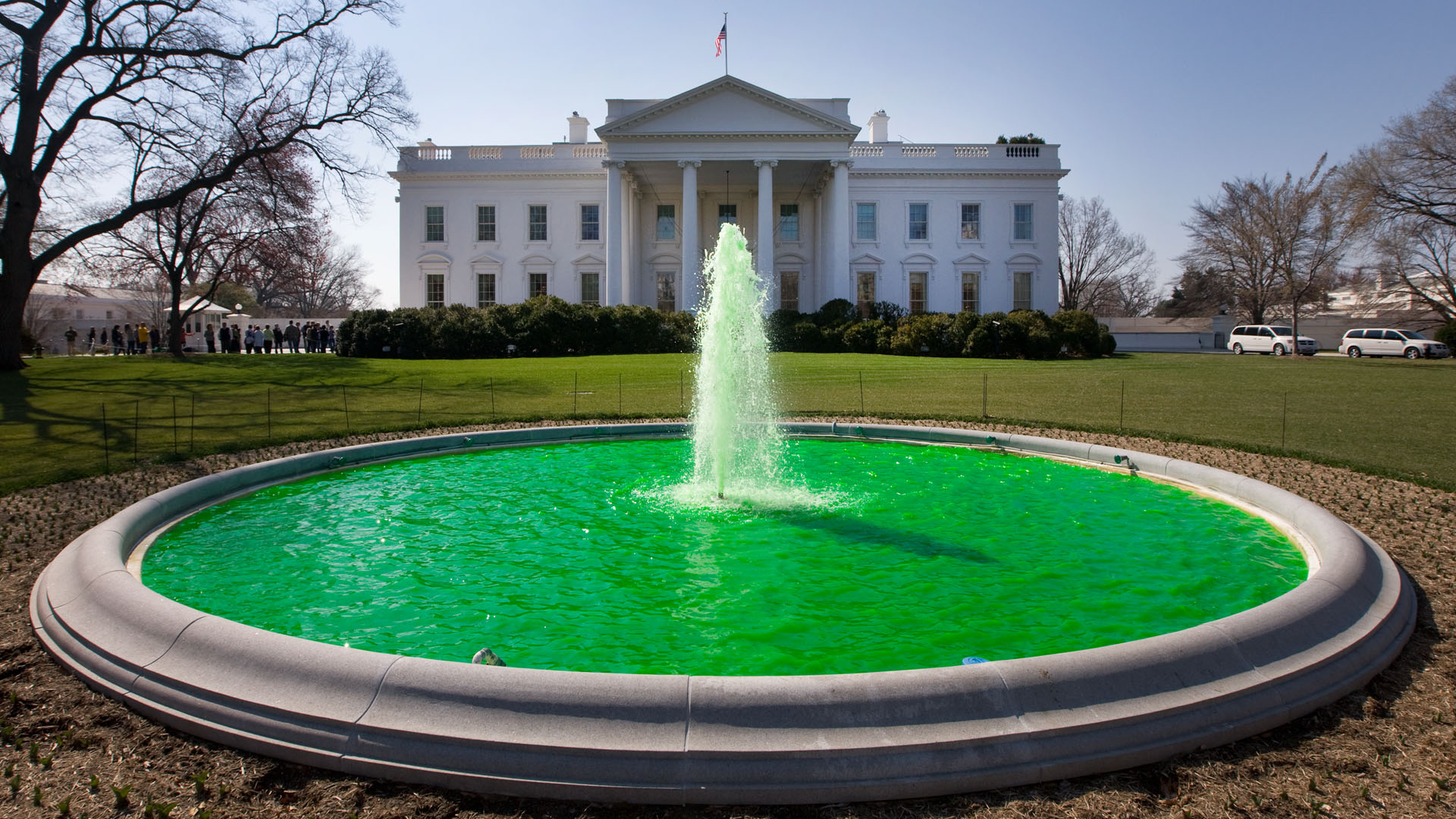
فواره شمالی کاخ سفید از سال ۲۰۰۹ هر سال برای روز سنت پاتریک سبز رنگ می‌شود.

روز سنت پاتریک (انگلیسی: Saint Patrick's Day) اگرچه تنها در ساوانا، جورجیا، و شهرستان سافولک، ماساچوست، تعطیل قانونی است، با این وجود به‌طور گسترده در سراسر ایالات متحده به رسمیت شناخته شده و جشن گرفته می‌شود. این در درجه اول به عنوان به رسمیت شناختن فرهنگ ایرلندی و ایرلندی آمریکایی تجلیل می‌شود. جشن‌ها شامل نمایش‌های برجسته رنگ سبز، خوردن و آشامیدن، مراسم مذهبی و رژه‌های متعدد است. این تعطیلات از سال ۱۶۰۱ در جایی که اکنون ایالات متحده نامیده می‌شود جشن گرفته می‌شود. طبق اعلام فدراسیون ملی خرده فروشی، مصرف‌کنندگان در ایالات متحده ۴٫۴ میلیارد دلار در روز سنت پاتریک در سال ۲۰۱۶ خرج کردند. این مبلغ نسبت به ۴٫۸ میلیارد دلاری که در سال ۲۰۱۴ خرج شده بود، کمتر است.

## جشن‌های اولیه
طبق تحقیقات دکتر مایکل فرانیسیس در سال ۲۰۱۷، اولین جشن ثبت شده روز سنت پاتریک در آمریکا در سنت آگوستین، فلوریدا، در سال ۱۶۰۰ بود. فرانسیس کشف کرد که اولین رژه روز سنت پاتریک نیز در سنت آگوستین در سال ۱۶۰۱ بود. هر دو توسط معاون ایرلندی مستعمره اسپانیا، ریکاردو آرتور (ریچارد آرتور) سازماندهی شدند.
انجمن خیریه ایرلندی بوستون اولین مراسم روز سنت پاتریک را در سیزده مستعمره در سال ۱۷۳۷ ترتیب داد. با کمال تعجب، این جشن ماهیت کاتولیک نداشت، مهاجرت ایرلندی‌ها به مستعمرات تحت سلطه پروتستان‌ها بود. هدف جامعه از گردهمایی صرفاً احترام به میهن خود بود، و اگرچه آن‌ها به گردهمایی سالانه خود ادامه دادند تا کارهای خیریه را برای هماهنگی انجام دهند. جامعه ایرلندی در بوستون، آنها در ۱۶ مارس تا سال ۱۷۹۴ دیگر ملاقات نکردند.
اولین مراسم روز سنت پاتریک در نیویورک مشابه بوستون بود. در ۱۶ مارس ۱۷۶۲ در خانه جان مارشال، یک پروتستان ایرلندی برگزار شد و طی چند سال بعد گردهمایی‌های غیررسمی توسط مهاجران ایرلندی عادی بود. اولین رژه ثبت شده در نیویورک توسط سربازان ایرلندی در ارتش بریتانیا در سال ۱۷۶۶ انجام شد. پاتریک و کمک رسانی به مهاجران ایرلندی در شهر. آمریکایی‌های ایرلندی از زمان ورود خود به آمریکا روز سنت پاتریک را در فیلادلفیا جشن می‌گیرند. ژنرال جورج واشینگتن، یکی از اعضای پسران دوستانه سنت پاتریک فیلادلفیا، به‌طور فعال میهن پرستان آمریکایی ایرلندی را تشویق کرد که به ارتش قاره ای بپیوندند. در سال ۱۷۸۰، در حالی که در موریستاون، نیوجرسی، اردوگاه بود، ژنرال واشینگتن به سربازان خود اجازه داد تا در ۱۷ مارس «به عنوان اقدامی برای همبستگی با ایرلندی‌ها در مبارزه آنها برای استقلال» تعطیلات داشته باشند.